# Palomas (Arizona)
Palomas és una població situada al Comtat de Yuma, Arizona. La ubicació es va fixar al final del s. XIX, i es va anomenar Doanville, pel nom d'un dels primers colons, John Doan. Una oficina de correu amb aquell nom va ser oberta el 1889, però va ser canviat al d'oficina de correu Palomas el 1891. Palomas És una paraula espanyola que significa coloms, i es refereix a les grans bandades de coloms que migren a aquesta àrea cada estiu. Es troba a una alçada d'uns 124 m (407 peus) per sobre del nivell del mar.